# E-gold
Az e-gold a Gold & Silver Reserve Inc. (G&SR) által üzemeltetett digitális aranyvaluta volt, amely lehetővé tette a felhasználók számára, hogy arany, ezüst és más nemesfém grammokban utaljanak, amelyeket "spends" néven neveztek el. Az e-gold 1996-ban indult, és 2009-re ötmillió számlafiókkal rendelkezett, amikor is az átutalásokat jogi problémák miatt felfüggesztették. Közvetlenül a PayPal érkezése, és több mint egy évtizeddel a Bitcoin megjelenése előtt, Douglas Jackson nevű floridai onkológus létrehozott egy rendszert, amellyel az emberek az arany által fedezett digitális fizetési tokeneket küldhettek egymásnak. Jackson e-gold megoldása a világ első igazán sikeres digitális pénzneme lett. Naponta több mint félmillió ügyfelet szolgált ki, és több milliárd dollár értékű üzleti tevékenységet bonyolított le. A 2006-os csúcsán az e-gold évente több mint 2 milliárd USD értékű spend-et dolgozott fel, amit több mint 85 millió USD értékű arannyal fedeztek, ami körülbelül 3,8 tonnának felelt meg. Az e-gold Ltd.-t Nevisen, Saint Kitts és Nevisen jegyezték be, működése azonban Floridából történt.

## Kezdetek
Az e-goldot Douglas Jackson onkológus és Barry Downey ügyvéd alapította 1996-ban. A pár eredetileg a floridai Melbourne-ben található széfben tárolt aranyérmékkel fedezte az e-gold számlákat. Az e-gold a csúcsán londoni és dubai bankszéfekben tárolta aranyát és platináját.
1998-ra a G&SR a NACHA társult tagja és a NACHA Internet Tanácsának teljes jogú tagja volt. A vállalat 2000-től kezdve exponenciális növekedést tapasztalt 2004-re több mint egymillió regisztrált fiókja volt. A Financial Times 1999. július 13-i cikkében Tim Jackson (nincs kapcsolatban Douglasszal) az e-aranyat "az egyetlen elektronikus fizetőeszköznek" titulálta, amely "kritikus tömeget ért el az interneten".
A 2000-es évek elejére az e-gold által megvalósított azonnali elszámolás képességét kulcsfontosságúnak tekintették a digitális jogok peer-to-peer átvitelére szolgáló rendszerek, például az "okosszerződések" kifejlesztésében.
Az e-gold alapító tagja volt a Gyermekpornográfia Elleni Pénzügyi Koalíciónak. 2005-ben és 2006-ban a vállalat hatékony lépéseket tett a gyermekek kizsákmányolása elleni küzdelem érdekében.

## Bűnügyi visszaélés
Az e-gold a bűnszövetkezetek pénzügyi malware programjainak és adathalász csalásainak célpontja volt, és illegális tevékenységekre használták fel.

### Hackerek
Az e-gold kemény pénzként és zéró visszautasítási politikája miatt korai és különösen vonzó célpontja volt a felhasználói ellen irányuló adathalász támadásoknak. A támadók kihasználták a Microsoft Windows operációs rendszerek és az Internet Explorer webböngésző hibáit is, hogy számítógépek millióiról gyűjtsék össze a fiókadatokat, hogy feltörjék a fiókokat, beleértve az e-gold fiókokat is. 2004 első felében az e-gold egyszeri jelszavakat vezetett be biztonságának javítása érdekében.
Jackson elmondása szerint az e-gold egy könyvelési rendszer, amely számlatörténettel rendelkezik, és lehetővé teszi a tiltott tevékenységet folytató felhasználók azonosítását. Az e-gold fiókok pszeudonimek voltak, ami lehetővé tette a fiók létrehozója számára, hogy bármilyen nevet használhasson. A bűnüldöző szervek felhasználhatták az e-gold számla- és tranzakciónyilvántartását, kereszthivatkozásokkal a pénzváltóktól származó adatokkal, hogy azonosítsák a szolgáltatás bűnöző felhasználóit.

### Csalás
A Western Express Cybercrime Group, egy ötfős, kelet-európai székhelyű csalási szindikátus, amely kártyacsalásokkal, illegálisan megszerzett áruk értékesítésével, valamint e-arany és egyéb digitális pénznemek felhasználásával foglalkozott.

## Vádemelés és bezárás
2007-ben az Egyesült Államok szövetségi nagyesküdtszéke vádat emelt az e-gold ellen, pénzmosással, összeesküvéssel és engedély nélküli pénzátutalási vállalkozás működtetésével vádolva, és kijelentette, hogy a cég tudott róla, hogy személyazonosság-tolvajok és gyermekpornográfusok visszaélnek szolgáltatásával, de nem tett eleget annak érdekében, hogy megállítsa azokat. A cég tagadta a vádakat. 2008 júliusában a társaság és három igazgatója perbeli megállapodást kötött. Douglas Jackson bűnösnek vallotta magát egy engedély nélküli pénzátutalási vállalkozás működtetésében és a pénzmosásban való összeesküvésben. 2008 novemberében Jacksont 300 óra közérdekű munkára, 200 dolláros pénzbírságra és három év felügyeletre ítélték, beleértve hat hónapig elektronikusan felügyelt házi őrizetet. Jackson maximum 20 év börtönbüntetésre és 500 000 dolláros pénzbírságra számíthatott. Rosemary Collyer bíró Jackson jelentős személyes adóssága miatt sokkal enyhébb ítéletet választott. "Dr. Jackson szenvedett, továbbra is szenvedni fog, és talán soha nem lesz sikeres az e-golddal" - mondta a bíró.
Reid Jacksont, Douglas testvérét és Barry Downey-t, a cég igazgatóját három év próbaidőre és 300 óra közmunkára ítélték, valamint 2500 dolláros pénzbírság megfizetésére és további 100 dolláros jóváírás megfizetésére kötelezték.
Az e-gold jogi megállapodása körülbelül 1,2 millió dollár elkobzását a kormány részére, 300 000 dolláros bírságot jelentett, valamint azt a feltételt, hogy Douglas Jackson az e-gold ügyfelei számára KYC-szabályokat ír elő. Azok az ügyfelek, akik magas kockázatú országokban éltek, vagy akik nem végezték el a KYC-ellenőrzést, alacsony vagy semmilyen tranzakciós arányra korlátozódtak. Az e-gold 2010 decemberében bejelentett egy követelési eljárást, és 2013 júniusában indította el, hogy a számlatulajdonosok hozzáférjenek az általuk elhelyezett pénzeszközökhöz. 2013 novemberétől a felhasználók nem használhatták más célokra az e-gold webhelyét. Jackson a Financial Timesnak egy 2013. novemberi cikkében elmondta, hogy abban reménykedett, hogy maga fel tudja támasztani az e-goldot, de a legtöbb amerikai államban nem sikerült megszereznie a szükséges engedélyeket.

## Fordítás
Ez a szócikk részben vagy egészben  az   e-gold című angol Wikipédia-szócikk ezen változatának fordításán alapul.  Az eredeti cikk szerkesztőit annak laptörténete sorolja fel. Ez a jelzés csupán a megfogalmazás eredetét és a szerzői jogokat jelzi, nem szolgál a cikkben szereplő információk forrásmegjelöléseként.